# Marahoué (rijeka)
Marahoué, poznata i kao Bandama Rouge, rijeka je u Obali Bjelokosti, pritok Bandame, u koju se ulijeva južno od jezera Kossou, velikog umjetnog jezera stvorenog 1973. godine izgradnjom brane Kossou u Kossouu.

## Geografija
Marahoué je duga oko 550 km. Izvire jugozapadno od Boundialija u regiji Bagoué u okrugu Savanes. Teče prema jugu i ulijeva se u Bandamu kao desni pritok između Bouafléa i Yamoussoukroa. Njeni glavni pritoci su Yarani i Béré. Po njemu su dobili ime regija Marahoué i nacionalni park Marahoué.

## Vanjske poveznice
|  | Zajednički poslužitelj ima još gradiva o temi Marahoué (rijeka) |